# Ziziphus mairei
Ziziphus mairei är en brakvedsväxtart som beskrevs av Dode. Ziziphus mairei ingår i släktet Ziziphus och familjen brakvedsväxter. Inga underarter finns listade i Catalogue of Life.